# Клейн, Карл Фёдорович
Карл Фёдорович Клейн (25 октября [6 ноября] 1853, Москва — 13 [26] октября 1904, Москва) — русский хирург, доктор медицины, профессор Московского университета; брат патологоанатома И. Ф. Клейна.

## Биография
Родился в Москве 25 октября (6 ноября) 1853 года — сын прусского подданного евангелическо-лютеранского вероисповедания, управляющего университетской типографией Фридриха-Вильгельма Клейна и Анны-Августины, урождённой Маркс.
Окончил 3-ю Московскую гимназию и медицинский факультет Московского университета (1876) со степенью лекаря, званием уездного врача и серебряной медалью за сочинение «Перевязочные снаряды для лечения переломов костей».
Участвовал в войне с Турцией ещё до официального вступления в неё России; в марте 1877 года вернулся в Москву и занял должность сверхштатного ординатора госпитальной хирургической клиники, которой руководил И. Н. Новацкий; с 1878 года — штатный ординатор. С 1880 года он — младший, а через год — старший ординатор (c 1881), помощник главного врача (с 1887) Ново-Екатерининской больницы.
В мае 1895 года защитил диссертацию «Материалы к этиологии и хирургии некоторых форм пилоростеноза» на степень доктора медицины и в июне стал приват-доцентом на кафедре госпитальной хирургической клиники медицинского факультета Московского университета; с февраля 1897 года — сверхштатный экстраординарный профессор. Был также врачом Преображенского богадельного дома (1889—1894) и директором поликлиники им. великой княгини Ольги Николаевны при комитете «Христианская помощь» (1896—1904). В детской Софийской больнице был консультантом.
Умер 13 (26) октября 1904 года. Похоронен на Введенском кладбище (27 уч.).